# Jausiers
 Jausiers  (en occitano Jausièr) es una localidad y comuna de Francia, en la región de Provenza-Alpes-Costa Azul, departamento de Alpes de Alta Provenza, en el distrito de Barcelonnette y valle del río Ubaye.
Fue parte del Condado de Saboya desde 1388. En 1713 como el resto del valle pasó a manos de Francia.

## Demografía
| 1 673 | 1 661 | 1 852 | 1 690 | 2 004 | 1 885 | 1 893 | 1 830 | 1 692 | 1 717 | 1 615 | 1 513 | 1 520 | 1 412 | 1 625 | 1 583 | 1 759 | 1 797 | 1 795 | 1 924 | 1 120 | 1 025 | 1 022 | 1 478 | 1 019 | 990 | 696 | 628 | 681 | 747 | 860 | 896 | 1002 |
| Para los censos de 1962 a 1999 la población legal corresponde a la población sin duplicidades (Fuente: INSEE [Consultar]) |       |       |       |       |       |       |       |       |       |       |       |       |       |       |       |       |       |       |       |       |       |       |       |       |     |     |     |     |     |     |     |      |

## Lugares de interés
- Castillo de los Magnans, de principios del siglo XIX
- Museo del Agua